# 南非国际航空
南非国际航空（Interair South Africa）是一間南非的航空公司，服務航線由南非往非洲其他國家。樞紐機場為奧利弗·坦博國際機場。

## 歷史
南非国际航空成立於1993年並於1994年投入服務。初期只是服務國內航線，於1995年4月開始國際服務。航空公司是由David Tokoph（主席及行政總裁）, J Attala, M Attala, P Attala和V Nathan（執行主任）擁有，及有190員工（2007年3月）。2015年8月底，在執行主席Tokoph於8月15日去世後不久，南非国际航空宣佈結束營運。

## 航線
南非国际航空有以下航線（2005年1月）：
- 由貝寧柯多努出發往：
  - 剛果布拉柴維爾
  - 加蓬利伯維爾
  - 布基納瓦加杜古
- 由南非約翰內斯堡出發往：
  - 馬達加斯加塔那那利佛
  - 剛果布拉柴維爾
  - 貝寧柯多努
  - 加蓬利伯維爾
  - 剛果民主共和國盧本巴希
  - 贊比亞恩多拉
  - 布基納瓦加杜古
  - 留尼旺
  - 乍得恩賈梅納

## 機隊

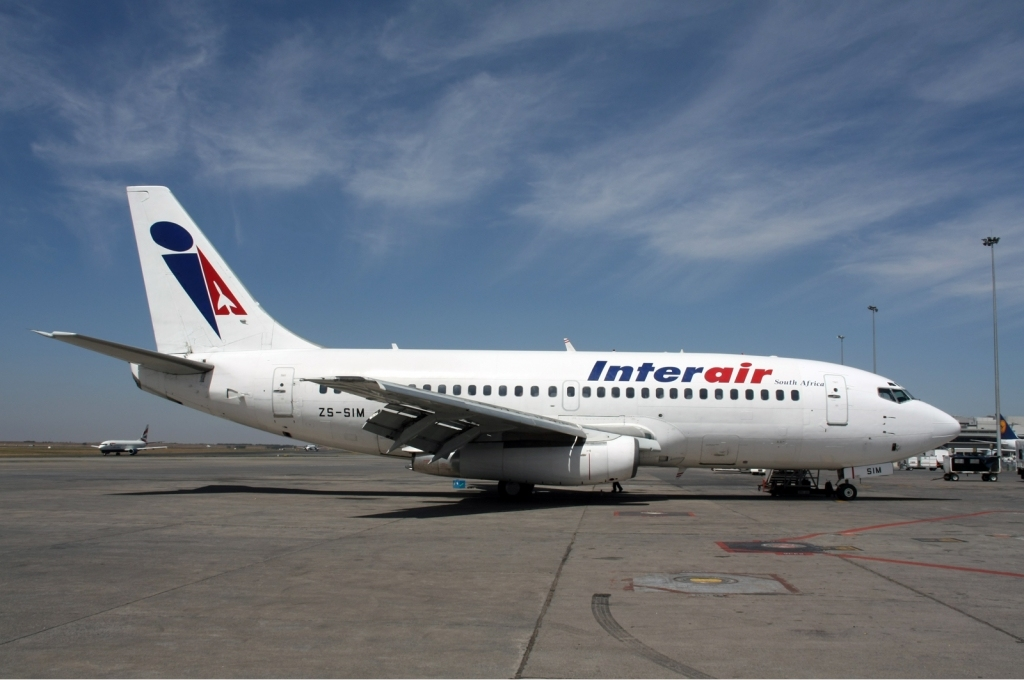
南非国际航空波音 737-200

截至2015年，南非国际航空有機隊如下：
- 2架波音 737-200
- 1架波音 737-200C
- 2架波音 767-200ER

## 備註
1. 1 2  . 國際飛行. 2007-04-03: 93.
2. ↑  . El Paso Times. 22 August 2015  [2020-12-06]. （原始内容存档于2015-08-31）.
3. ↑  . Kathryn's Report. 21 August 2015  [2020-12-06]. （原始内容存档于2020-05-19）.
4. ↑  .   [2009-03-28]. （原始内容存档于2009-03-24）.
5. ↑  .   [2009-03-28]. （原始内容存档于2010-11-21）.

## 外部連結
- 官方網站